# Jibu Hulangtu (sockenhuvudort i Kina, Inner Mongolia Autonomous Region, lat 48,97, long 117,76)
Jibu Hulangtu (kinesiska: 吉布胡郎图, 吉布胡郎图苏木) är en sockenhuvudort i Kina. Den ligger i den autonoma regionen Inre Mongoliet, i den norra delen av landet, omkring 1 000 kilometer nordost om regionhuvudstaden Hohhot. Antalet invånare är 3 594. Befolkningen består av 1 553 kvinnor och 2 041 män. Barn under 15 år utgör 10,0 %, vuxna 15-64 år 85 %, och äldre över 65 år 4,0 %.
Runt Jibu Hulangtu är det mycket glesbefolkat, med 2 invånare per kvadratkilometer. Det finns inga andra samhällen i närheten. Trakten runt Jibu Hulangtu består i huvudsak av gräsmarker.
Genomsnittlig årsnederbörd är 415 millimeter. Den regnigaste månaden är juli, med i genomsnitt 110 mm nederbörd, och den torraste är februari, med 4 mm nederbörd.